# Henri-Zozime de Valori
Pour les autres membres de la famille, voir famille de Valori.
Henri-Zozime de Valori (1786-1859) est un homme de lettres français.

## Biographie
Second fils de Louis-Marc-Antoine, marquis de Valori, et de Joséphine de Thomassin, il naquit le 5 juin 1786 à Chateaurenard en Provence. Il devint orphelin à quatre ans après l'assassinat de son père et de sa mère au début de la Révolution française. Le château d'Estilly en Touraine, où il fut conduit, subit le même sort en 1792 que Chateaurenard. Henri-Zozime  de Valori trouva dans la littérature des ressources pour lutter contre le malheur des temps.
En 1810, il épouse Anne Caroline Trochon qui sera connue pour ses peintures sous le nom de Caroline de Valory.
Il mourut le 31 janvier 1859.

## Travaux littéraires
Les débuts littéraires du marquis de Valori datent de 1804 à Tours où il composa un premier recueil de poésies. En 1814, il rédigea son Mémoire sur l'Ordre de Saint-Jean de Jérusalem, puis l'Entrée du Roi à Paris et Aux Princes chrétiens contre les Puissances barbaresques, œuvres accueillies favorablement par Louis de Fontanes à qui elles avaient été envoyées. En 1817, il traduisit le Culex de Virgile et reçut un éloge de l'académicien Charles Nodier dans le Journal des débats. En 1838, il renouvela l'expérience en traduisant en vers français De Partu Virginis de Jacopo Sannazaro . Le recueil complet de ses odes et poèmes fut publié en 1830 sous le titre Œuvres poétiques.
Il fit œuvre d'historien quand il écrivit en 1820 une biographie de son grand-oncle, Mémoires des négociations du marquis de Valori, ambassadeur de France à la cour de Berlin, accompagnés d’un recueil de lettres de Frédéric Le Grand, des princes ses frères, de Voltaire et des plus illustres personnages du XVIIIe siècle, précédés d’une notice historique sur la vie de l’auteur; dans le même ordre d'idées, il publie, en 1820 également, le Journal militaire d'Henri IV, trouvé par lui dans les manuscrits à Épernon.
Pour le théâtre, il fut l'auteur en 1807 avec Maurice Ourry, Quitte à quitte ou les Jeunes vieillards, représentée la première fois au Théâtre du Vaudeville le 21 septembre 1807. Puis en 1812, il publia, avec Marc-Antoine Désaugiers, Le Mariage extravagant, comédie-vaudeville en un acte représentée la première fois au Théâtre du Vaudeville le 8 septembre 1812.